# Cultura Zarubînți
Cultura Zarubînți a fost o cultură arheologică activă între secolele al III-lea î.Hr. și I d.Hr. pe cursul superior și mijlociu al Niprului și Prîpeatului și până la Bug, în ceea ce este astăzi Ucraina și Belarus. Centrul culturii s-a aflat între râurile Desna, Ros și Prîpeat (nordul și centrul Ucrainei, sudul Belarusului).
Cultura a fost identificată pentru prima dată în 1899 de arheologul ucrainean-ceh Vikentiy Khvoyka. Numără peste 500 de situri. Situl-tip al culturii este satul Zarubînți, aflat la nord de Umani. 
Cultura este cel mai des asociată cu slavii timpurii, cu puternice influențe sarmate. Aceasta ar fi putut fi confundată de izvoarele contemporane cu bastarnii, din cauza apropierii lor geografice.